# Hovedgård (by)
 For alternative betydninger, se Hovedgård (flertydig). (Se også artikler, som begynder med Hovedgård)
Hovedgård er en by i Østjylland med 2.375 indbyggere  (2024), beliggende i Region Midtjylland under Horsens Kommune. Byen ligger i Ørridslev Sogn. Tidligere var Hovedgård stationsby mellem Skanderborg og Horsens. Navnet udtales "Hovedgård" (med tryk på sidste stavelse som i "Ryomgård").
Byen har efter al sandsynlighed fået sit navn efter herregården Store Hovedgård der ligger tæt ved byen. Helt inde i byen finder man Tornbjerg Skov der næsten er omgivet af Hovedgård by. Et par kilometer mod sydvest ligger Ørridslev Kirke der stammer fra 1100-tallet. Hovedgård har et aktivt fritids- og foreningsliv og er særligt kendt for sit musikmiljø. Hovedgård Skoleorkester fejrede 50 års jubilæum i 2012.
Byen ligger 13 kilometer nord for Horsens, 16 kilometer syd for Skanderborg og 35 kilometer sydvest for Aarhus.

## Historie
Hovedgård bestod i 1682 af to gårde. Det samlede dyrkede areal udgjorde 91,8 tønder land skyldsat til 18,89 tønder hartkorn.
I 1879 beskrives forholdene således: "Store Hovegaard med Teglværk og Jernbanestation.. Hoved-Kro ved den gamle Horsens-AarhusLandevei." Faktisk lå stationen lige ved kroen.
Omkring århundredeskiftet omtales byen således: "Hovedgaard-Stationsby (Over- og Neder-H.), ved Landevejen, med Skole, Realskole (opr. 1901), Lægebolig, Teglværk, flere Købmandshdlr. og Haandværkere, Kro, Jærnbane- og Telegrafst. samt Postekspedition." Hovedgård stationsby havde 387 indbyggere i 1906, 464 i 1911 og 485 indbyggere i 1916.
I mellemkrigstiden og efter 2. verdenskrig var Hovedgårds udvikling beskeden: i 1921 havde byen 602 indbyggere, i 1925 626, i 1930 689, i 1935 630, i 1940 649, i 1945 645, i 1950 610, i 1955 624, i 1960 687 indbyggere og i 1965 855 indbyggere. I 1930, da byen havde 689 indbyggere, var sammensætningen efter erhverv: 81 levede af landbrug, 273 af industri og håndværk, 102 af handel, 65 af transport, 37 af immateriel virksomhed, 71 af husgerning, 48 var ude af erhverv og 12 havde ikke angivet oplysninger.

## Ny jernbane mellem Hovedgård og Hasselager
Det er politisk blevet besluttet at der skal laves en kortere banestrækning mellem Aarhus H og Horsens via Hasselager og Hovedgård. Strækningen vil være 23-24 km lang og hermed reducere den nuværende banelængde med ca. 6 kilometer for at skære seks minutter af togets rejsetid. Projektet vil koste 3,3 mia. kr og den endelige beslutning om linjeføring forventes afsluttet i 2018.